# Station De Geite
Station De Geite is een voormalig station aan Spoorlijn 63 in het gehucht De Geite (Sint-Jozef-De-Geite) van de gemeente Hooglede. Deze enkele spoorlijn werd in 2003 opgebroken; het stationsgebouw is nu een woning.

## Geschiedenis
In 1871 werd de spoorlijn Torhout-Ieper aangelegd. De treinen stopten aanvankelijk niet in De Geite, maar daar kwam in 1885 verandering in. In 1914 werd er een stationsgebouw opgericht. Tijdens de Eerste Wereldoorlog was het station een belangrijke schakel in de Duitse Flandernstellung I. Het deed dienst als bevoorradings- en verzorgingscentrum met opslagplaats.
In 1955 werd de spoorlijn gesloten voor passagiersvervoer, maar bleef nog tot 2003 beschikbaar voor goederenverkeer, waarna de spoorlijn opgebroken werd. Het stationsgebouw zelf is nog bewaard gebleven en verkocht en is een woning sinds 1955.

## Fietsroute
Tegenwoordig wordt de voormalige spoorbedding gebruikt als fietsroute (de Vrijbosroute). Deze start in Kortemark en loopt tot aan Ieper. De oude signalisatie is nog altijd bewaard. De oude spoorlijn wordt echter wel nog altijd beschouwd als een 'continue spoorlijn'; ze kan in de toekomst nog altijd eventueel hergebruikt worden voor treinverkeer.

## Galerij

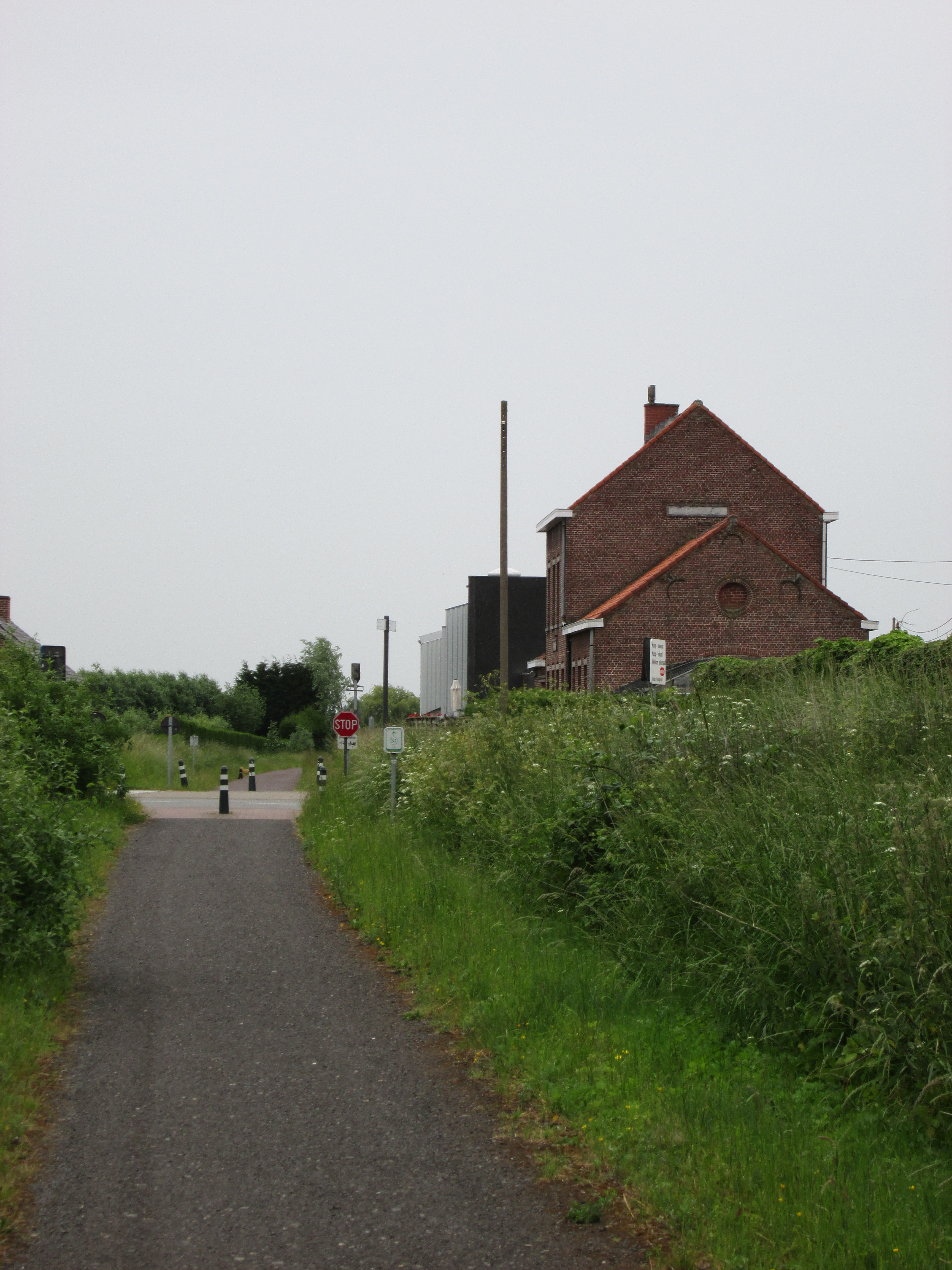
Zicht op oud stationsgebouw vanop Vrijbosroute
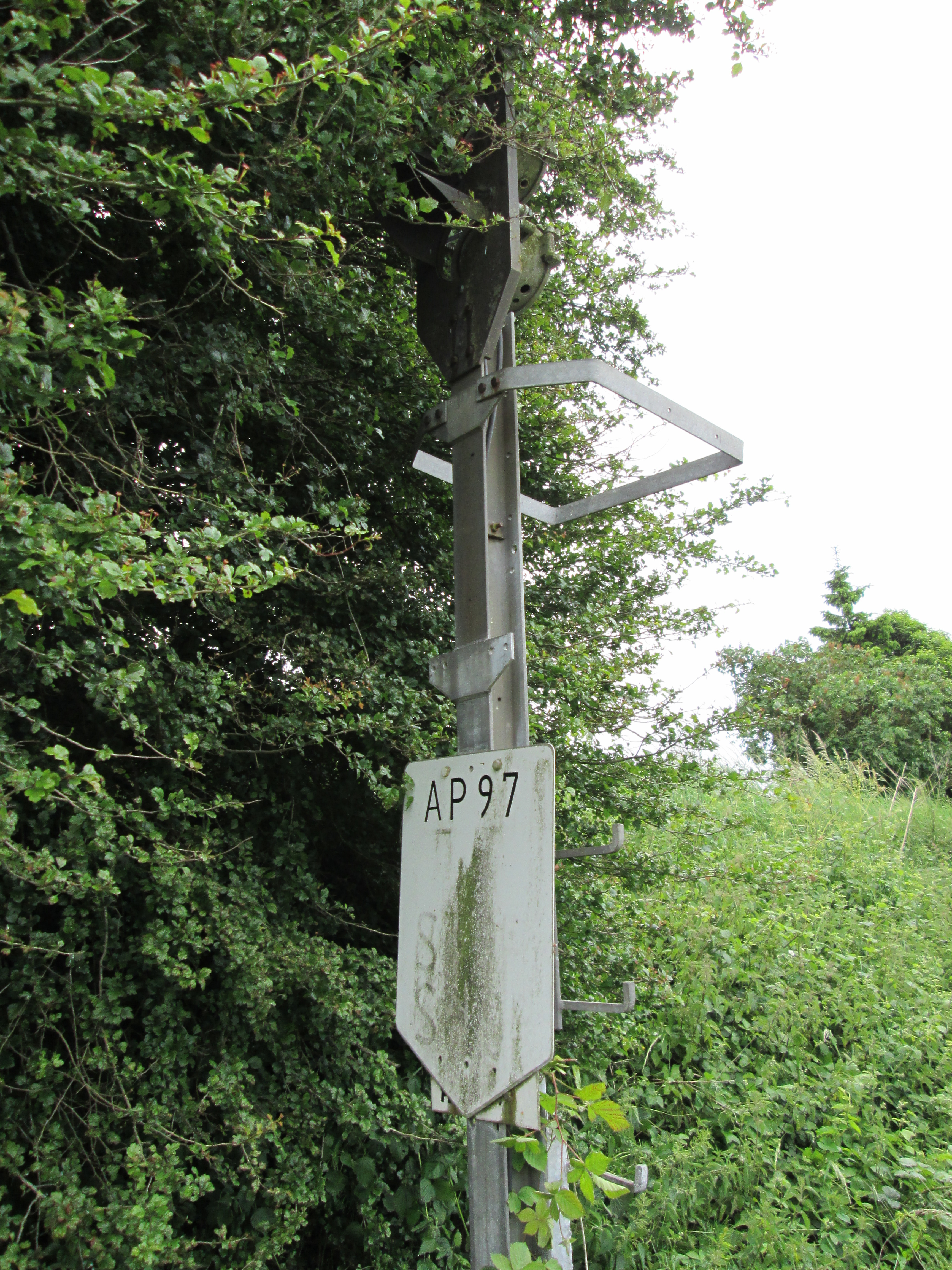
Een van de bewaarde signaallichten
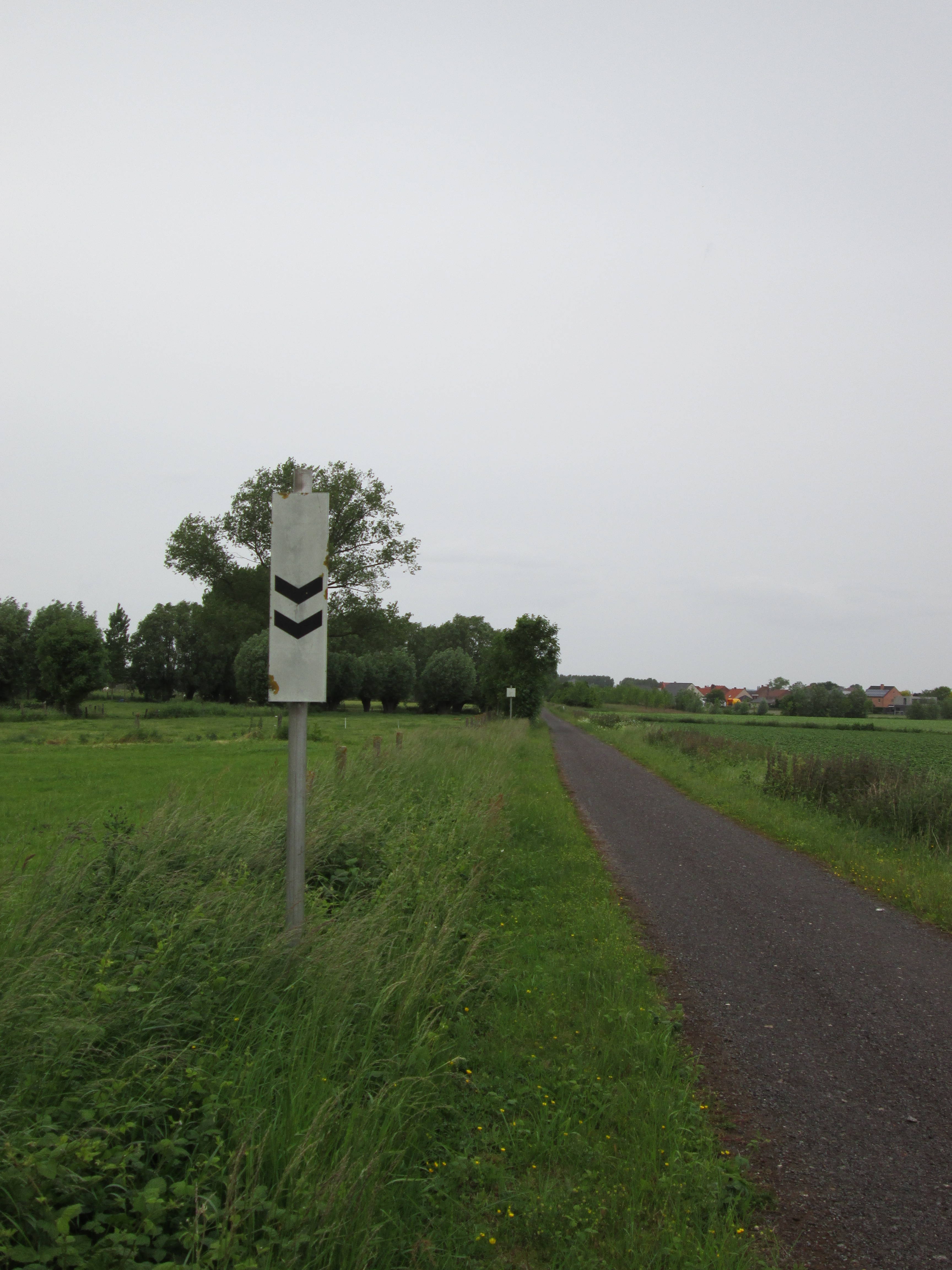
Signaalbord langs Vrijbosroute

0,0: Torhout ·
6,7: Kortemark ·
9,7: Sint-Jozef ·
12,9: Staden ·
16,9: Westrozebeke ·
19,7: Poelkapelle ·
22,7: Langemark ·
27,1: Boezinge ·
31,0: Brielen ·
32,3: Ieper